# Мандудион-Лимни-Айия-Ана
Манду́дион-Ли́мни-Айи́я-А́на (греч. Δήμος Μαντουδίου - Λίμνης - Αγίας Άννας) — община (дим) в Греции. Расположена на острове Эвбее в Эгейском море. Входит в периферийную единицу Эвбею в периферии Центральной Греции. Население 12 045 жителей по переписи 2011 года. Площадь 584,784 квадратного километра. Плотность 20,6 человека на квадратный километр. Административный центр — Лимни. Димархом на местных выборах 2014 года избран Христос Каливьотис (Χρήστος Καλυβιώτης).
Создана в 2011 году по программе «Калликратис» при слиянии упразднённых общин Нилеас, Киреас и Элимнион.

## Административное деление

Административное деление общины:
1 — Элимнион
2 — сверху вниз: Нилеас, Киреас

Община (дим) Мандудион-Лимни-Айия-Ана делится на три общинные единицы.